# الووتسدایک
الووتسدایک (به هلندی: Ellewoutsdijk) یک منطقهٔ مسکونی در هلند است که در بورسله واقع شده‌است. الووتسدایک ۴۱۰ نفر جمعیت دارد.